# Carole Matthieu
Carole Matthieu es el nombre de una película francesa de 2016 dirigida por  Louis-Julien Petit y protagonizada por Isabelle Adjani.

## Sinopsis
Médico laboral en una empresa con técnicas directivas asfixiantes, Carole Matthieu intenta, en vano, alertar a sus superiores jerárquicos de las consecuencias de dichas prácticas sobre los empleados. Cuando uno de ellos le suplica que le ayude a suicidarse, Carole se da cuenta de cual puede que sea la única forma de forzar a los directivos a cambiar sus métodos. 

## Reparto
- Isabelle Adjani como Carole Matthieu.
- Corinne Masiero como Christine Pastres, la DRH.
- Lyes Salem como Alain.
- Ola Rapace como Revel.
- Pablo Pauly
- Arnaud Viard como Jean-Paul.
- Sarah Suco como Anne.
- Marie-Christine Orry como Sarah.
- Sébastien Chassagne como Louis Parrat.
- Alexandre Carrière como Vincent Fournier.
- Patricia Pekmezian como Anne-Marie.
- Christian Joubert como Patrick.
- Vincent Duquesne como Eric.
- Denis Mignien
- Emmanuel Rausenberger
- Didier Cousin como el psicólogo.
- Pierre Degand